# Видогнонлонхуэ, Шанталь
Шанталь Видогнонлонхуэ (фр. Chantal Vidognonlonhoue; род. 12 октября 1995) — бенинская шоссейная велогонщица.

## Карьера
Её первая гонка состоялась в Аплауэ и имела протяжённость 10 км.
Неоднократно становилась чемпионкой Бенина в групповой гонке — в декабре 2017 года, в июне 2018 году и сентябре 2019 года.
Несколько раз выступала на чемпионате Африки.

## Достижения
2017
 Чемпионат Бенина — групповая гонка
2018
 Чемпионат Бенина — групповая гонка
2019
 Чемпионат Бенина — групповая гонка
2022
 Чемпионат Бенина — групповая гонка
 Чемпионат Бенина — индивидуальная гонка